# Schenkia iridescens
Schenkia iridescens är en stekelart som först beskrevs av Cresson 1864.  Schenkia iridescens ingår i släktet Schenkia och familjen brokparasitsteklar. Inga underarter finns listade i Catalogue of Life.